# Pleuranthodium iboense
Pleuranthodium iboense  (лат.) — вид однодольных растений рода Pleuranthodium семейства Имбирные (Zingiberaceae). Под текущим таксономическим названием был описан британской учёной-ботаником Роузмари Маргарет Смит в 1991 году.

## Распространение, описание
Эндемик Папуа — Новой Гвинеи. Типовой экземпляр собран в лесу у населённого пункта Ибо.
Гемикриптофит либо корневищный геофит.

## Синонимы
Синонимичные названия:
- Alpinia iboensis Valetonbasionym
- Psychanthus iboensis (Valeton) R.M. Sm.